# Marianne Rokne
Marianne Rokne (født 9. marts 1978 i Bergen) er en norsk landsholdsspiller i håndbold. Hun har spillet for den norske klub Tertnes siden 2009. Hun har spillet 87 landskampe (per 25. september 2006). Hun er opvokset på Åsane i Bergen. Privat bor hun sammen med kæresten Christian Pedersen og er uddannet førskolelærer. Håndboldkarrieren startede i Tertnes da hun var ti år, og det er den eneste norske klub, hun har spillet for. Som 13-årig trænede hun med Tertnes' A-hold, og som 16-årig (i 1994) debuterede hun i Eliteserien. 

## Meritter
- VM-guld 1999
- OL-bronze 2000
- VM-sølv 2001
- EM-guld 2006

## Tidligere klubber
- Tertnes 1988-2003
- SK Århus 2003-2005
- Aalborg DH 2005-2006
- GOG Svendborg TGI 2006-2009